# Nemanja Ubović
Nemanja Ubović (szerb cirill átírással: Немања Убовић) (Belgrád, 1991. február 24. –) LEN-bajnokok ligája, valamint LEN-Európa-kupa győztes szerb válogatott vízilabdázó, center, a 2017-18-as idénytől az Orvosegyetem SC játékosa volt. Tagja a 2017-es férfi vízilabda-világbajnokságra készülő szerb válogatott-keretnek. 2021 nyarán a Ferencváros játékosa lett.

## Eredmények

### Klubbal

#### CNA Barceloneta
- Spanyol bajnokság: Aranyérmes (2013-14), (2014-15)
- Spanyol kupa: Aranyérmes (2013), (2014), (2015)
- Spanyol szuperkupa: Aranyérmes (2013), (2014)
- LEN-bajnokok ligája: Aranyérmes (2013-2014)

#### AN Brescia
- LEN-Európa-kupa: Aranyérmes (2015-2016)

#### Ferencváros
- Magyar bajnokság
  - bajnok: 2022, 2023